# 小雯
小雯 (Xiao Wen)，籍貫福建省廈門，她及與莊雪芳、丁蘭、小娟、江帆 等是香港的廈語電影五大艷星，1960年6月16日(星期四)應菲律賓華僑莊汪勞先生邀請為華僑團體籌募基金，並順路帶香港「良友公司」的廈語電影《未嫁添丁》(1959年)隨片登臺。停留五個月，1960年11月29日回港。

## 外部連結
- 香港電影資料館有關小雯參演電影的記錄[永久]
- 香港影庫：小雯 （页面存档备份，存于）
- 小雯客串國語片的片斷 （页面存档备份，存于）